# Hemitesia
Hemitesia – rodzaj ptaków z podrodziny wierzbówek (Cettiinae) w obrębie rodziny wierzbówkowatych (Cettiidae).

## Rozmieszczenie geograficzne
Rodzaj obejmuje gatunki występujące w orientalnej Azji i Afryce Subsaharyjskiej.

## Morfologia
Długość ciała 10–12,5 cm, masa ciała około 11,3 g.

## Systematyka
Rodzaj zdefiniował w 1948 roku amerykański ornitolog James Paul Chapin w artykule poświęconym nowemu rodzajowi pokrzewkowatych z okolic jeziora Tanganika, opublikowanym w czasopiśmie „The Auk”. Gatunkiem typowym jest (oryginalne oznaczenie) kusaczynka żółtogardła (H. neumanni).

### Etymologia
Hemitesia: gr. ἡμι- hēmi- ‘pół, podobny do’, od ἡμισυς hēmisus ‘połowa’; rodzaj Tesia Hodgson, 1837 (kusaczynka).

### Podział systematyczny
Do rodzaju należą następujące gatunki:
- Hemitesia neumanni (Rothschild, 1908) – kusaczynka żółtogardła
- Hemitesia pallidipes (Blanford, 1872) – kusaczynka bladonoga